# Jens Hundseid
Jens Valentinsen Hundseid (6. maj 1883 i Vikedal - 2. april 1965) var en norsk politiker for Bondepartiet (nuværende Senterpartiet). Han var stortingsrepræsentant fra 1925 til 1940, og Bondepartiets partiformand og parlamentariske leder i en årrække.
Hundseid blev statsminister i 1932 efter at partikollegaen Peder Kolstad døde i embedet. Med kun 25 af 150 stortingsmandater i ryggen var regeringens parlamentariske grundlag svagt. Regeringen blev yderligere svækket af en magtkamp med forsvarsminister Vidkun Quisling (se Kullmann-sagen), politisk uro omkring grønlandssagen og et upopulært sparebudget som Hundseid fremlagde som modsvar på dårlige økonomiske tider. I februar 1933, efter kun et års regeringstid, blev Hundseids regeringen fældet af et mistillidsforslag fra Johan Ludwig Mowinckel (Venstre).
I 1935 var Hundseid central i kriseforliget mellem Bondepartiet og Arbeiderpartiet. Han lagde dermed grundlaget for Johan Nygaardsvolds regering og flere tiår med arbejderpartiet ved magten.
Hundseid meldte sig i 1940 ind i Nasjonal Samling, og blev derfor dømt til ti års tvangsarbejde i retsopgøret i Norge efter 2. verdenskrig.